# Stanisław Zagórski (grafik)
Stanisław Zagórski (ur. 1933 w Warszawie) – polski artysta grafik i projektant specjalizujący się w sztuce użytkowej. Znany na świecie dzięki swoim plakatom, przedstawiciel tzw. polskiej szkoły plakatu. Ponownie mieszka i pracuje w Warszawie.

## Życiorys
Stanisław Zagórski ukończył w 1957 Akademię Sztuk Pięknych w Warszawie. Na początku lat 60. wyemigrował do Stanów Zjednoczonych, gdzie pracował dla agencji reklamowych, projektował plakaty i okładki książek oraz wykładał na Akademii Sztuk Pięknych w Filadelfii. W 1964 roku nawiązał w Nowym Jorku współpracę z Atlantic Records i Columbia Records. Projektował okładki płyt dla największych gwiazd muzyki popularnej (Aretha Franklin, Roberta Flack, Velvet Underground, Cream, Cher) i jazzowych (Miles Davis, Roland Kirk, The Modern Jazz Quartet, Billy Cobham, Charles Lloyd, Michał Urbaniak).
Wiele lat współpracował z poznanym jeszcze w latach studenckich Rosławem Szaybo.

## Twórczość
- trzy okładki trzech tomów Juliusz Verne Tajemnicza wyspa wydanie I, Państwowe Wydawnictwo Literatury Dziecięcej „Nasza Księgarnia” Warszawa 1955[4]